# Hachemi Baccouche

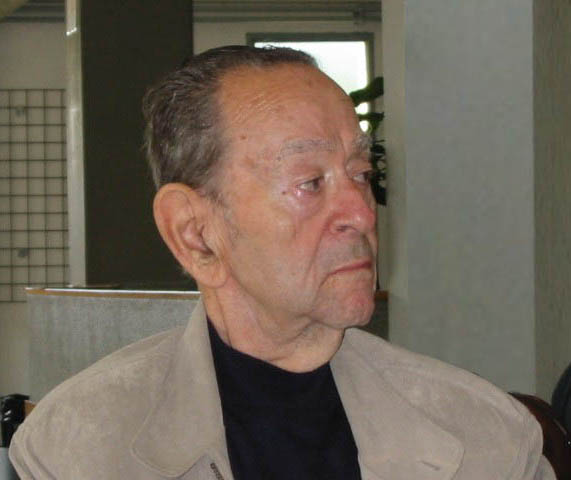
Hachemi Baccouche

Mhamed Hachemi Baccouche (arabisch الهاشمي بكوش, DMG al-Hāšimī Bakkūš; geboren 4. Januar 1916 in Tunis, Französisches Protektorat in Tunesien; gestorben 9. Juni 2008 Tunis, Tunesien) ist ein tunesischer Soziologe und Schriftsteller. Er lebte 50 Jahre im Pariser Exil, da er nach der Unabhängigkeit Tunesiens für seine Position angefeindet wurde, dass die französische Kultur auch im unabhängigen Tunesien eine wichtige Rolle spielen solle. Er setzte sich auch für interreligiösen Dialog und solidarische Ökonomie ein.

## Leben

### Familie und Ausbildung
Baccouche wurde in eine traditionell frankophile, großbürgerliche Familie aus Béni Khiar geboren, die sich im 18. Jahrhundert in Tunis niedergelassen hatte. Vor der Unabhängigkeit Tunesiens pflegte sie gute Beziehungen sowohl zu tunesischen Regierungskreisen als auch zu den Vertretern der Kolonialmacht in Tunesien. Sein Onkel Slaheddine Baccouche wurde 1952 von der Kolonialmacht Frankreich zum Premierminister ernannt und von seinem Neffen ob seiner Reformansätze in Ehren gehalten. Hachemi Baccouche ist der Enkel von Mohamed Baccouche, einem tunesischen General, Politiker und Geschäftsmann.
Seine Sekundarschulbildung erhielt Hachemi Baccouche am renommierten Lycée Carnot de Tunis. Danach studierte er in Frankreich und wurde Ende der 1930er Jahre Leiter der Abteilung für landwirtschaftliche und handwerkliche Bildung bei Hassen Zmerli und Hachemi Sebaï. 
Er beschäftigte sich mit Jean Jaurès, Henri de Saint-Simon und Charles Fourier, wandte sich dem Kommunismus zu und wurde Generalsekretär der kommunististen Jugendorganisation Jeunesses communistes. Er verneinte die Existenz Gottes, blieb dennoch Muslim und Tunesien eng verbunden. Er bekämpfte den Eucharistiekongress, der 1933 in Tunis abgehalten wurde und verurteilte 1943 die Entscheidung der französischen Regierung, Moncef Bey zur Abdankung zu zwingen.
An der Pariser Sorbonne erhielt er den Doktortitel in Geisteswissenschaften. 1952 heiratete er die in Tunesien geborenen Tochter des französischen Ingenieurs François Cosentino, der die Eisenbahnbrücke von Béja entworfen hatte.

### Politisches Exil
Baccouche war daran gelegen, die Gemeinsamkeiten von Franzosen und Tunesiern zu betonen und trat für ein gleichberechtigtes Zusammenleben ein. Damit geriet er schon vor der Unabhängigkeit in Opposition zur Neo-Destur-Partei und ihrem Vorsitzenden Habib Bourguiba, dem er einen unberechtigten Alleinvertretungsanspruch für die tunesischen Interessen vorwarf. Auch nach der Unabhängigkeit 1956 argumentierte er gegen eine radikale Entkolonialisierung und musste Tunesien daher 1957 verlassen, wie schon ein Jahr zuvor der Schriftsteller Albert Memmi aus ähnlichen Gründen. Das politische Klima im Tunesien jener Zeit war geprägt von der „Eliminierung der anderen politischen Kräfte“, womit alle Personen gemeint waren die mit der ehemaligen Kolonialmacht Frankreich in Verbindung standen.
Baccouche gestand: „Das unter französischem Protektorat stehende Tunesien befand sich in einer Periode der Konvulsionen, die historisch unvermeidlich waren, aber das Risiko bargen, dass sie zu Angriffen auf die Priorität des Menschlichen führten. Daher hatte ich jenseits dessen, was trennte und zu Konfrontationen führte, nach dem gesucht, was vereinen könnte, und dies öffentlich zum Ausdruck gebracht. Diese Stellungnahmen habe ich mit einem langen Entzug meiner Heimat bezahlt.“ Baccouche wurde sogar die tunesische Staatsangehörigkeit entzogen, so dass er 50 Jahre staatenlos in Paris lebte, da er die französische Staatsangehörigkeit nicht annehmen wollte.
Nach dem Tod seiner Frau kehrte er 2006 nach Tunesien zurück.

## Schriftsteller
In seinem Werk reflektierte Baccouche die Geschichte, die er als Zeitzeuge miterlebt hat.
So beschrieb er in seinem ersten, 1958 erschienenen Roman Ma foi demeure eine tunesisch-französische Hochzeit vor dem Hintergrund der letzten kolonialen Jahre und den ersten Jahren des unabhängigen Tunesien. Die Hauptperson Mahmoud schätzt beide Kulturen und möchte ein Buch schreiben „das manchen Muslimen das Gefühl der Scham nehmen kann, das sie daran hindert zu sagen, dass sie Frankreich lieben, und manchen Franzosen das Gefühl der Schuld, das sie meinen, zeigen zu müssen, wenn sie über Nordafrika sprechen“. Mahmoud wird deswegen – wie Baccouche selbst – von Tunesiern und Franzosen gleichermaßen verachtet. Ma foi demeure wurde jedoch von der Académie française ausgezeichnet.
Hachemi Baccouche bewunderte die Prolegomena von Ibn Khaldoun: „Ich bin sehr khaldounisch. Daher teile ich seine Lebensauffassung, die er aus dem Blickwinkel des hic et nunc (hier und jetzt) betrachtet. Mit anderen Worten: Nur die Zukunft ist von Interesse. Als früher Humanist und Globalist freute er sich, dass die Christen (Franken) jenseits der Pyrenäen wieder zu studieren begannen und sich der Wissenschaft widmeten. Wissen bedeutete ihm sehr viel“. Auf Vorschlag der französischen Regierung schrieb Baccouche ein sechsteiliges Drehbuch über Leben und Werk von Ibn Khaldoun. Außerdem schrieb er einen Roman, der Pierre Teilhard de Chardin und Ibn Khaldoun miteinander in Dialog treten lässt.
Der 1960 erschienene Roman La Dame de Carthage ist im Karthago des sechzehnten Jahrhunderts angesiedelt. Er stellt die Liebschaften eines jungen Franzosen und eines spanischen Kapitäns mit der Tochter eines Scheichs und einer Sklavin italienischer Herkunft vor dem Hintergrund des Kampfes zwischen Türken und Spaniern in Tunesien dar.

## Auszeichnungen
- 1959: Prix Marcelin Guérin von der Académie française für Ma foi demeure[9]

## Werke
Baccouche schrieb seine Werke auf Französisch. Sie sind nach dem Ersterscheinungsdatum aufgelistet.

### Romane
- Ma foi demeure. Nouvelles Éditions latines, Paris 1958, OCLC 611695131.
- La Dame de Carthage. Nouvelles Éditions latines, Paris 1961, OCLC 4186552 (bnf.fr).
- mit Marc Knobel, Stan Rougier: La souffrance. Le Centurion, Paris 1993, ISBN 978-2-227-36803-3.
- Sidi boîte de vin. Mémoire de notre temps, Montpellier 2005, ISBN 978-2-227-36803-3.
- Un échange de lettres entre Ibn Khaldoun et Teilhard de Chardin. 2008, ISBN 978-9973-9738-8-7.

### Theaterstücke
- Baudruche, Satire über Bourguiba in drei Akten und vier Bildern. Nouvelles Éditions latines, Paris 1959.

### Wissenschaftliche Texte
- Les femmes tunisiennes dans le cadre d'une étude sur l'évolution de la socialité. Dissertation. 1974, OCLC 882501253.
- Décolonisation: grandeurs et servitudes de l'anticolonialisme. Nouvelles Éditions latines, Paris 2008, OCLC 246372389 (Erstausgabe:  1962).
- La doctrine administrative fiscale en Tunisie.
- Caractère biologique de la socialité humaine.